# Sun Machine
Sun Machine – album zespołu Myslovitz, wydany w 1996 roku. Jest pierwszą nagraną w powiększonym składzie (doszedł Przemysław Myszor). Album zamyka cover piosenki Davida Bowiego "Memory of a Free Festival", z którego to utworu pochodzi tytuł całej płyty. Zespół otrzymał za ten album "złotą płytę" oraz został nominowany do "Fryderyka".

## Lista utworów
| 1.  | "Peggy Brown"                  | 3:32  |
|     |                                |       |
| 2.  | "Blue Velvet"                  | 2:49  |
|     |                                |       |
| 3.  | "Z twarzą Marilyn Monroe"      | 2:46  |
|     |                                |       |
| 4.  | "Jim Best"                     | 3:59  |
|     |                                |       |
| 5.  | "Amfetaminowa siostra"         | 5:06  |
|     |                                |       |
| 6.  | "Pierwszy raz (z Michelle J.)" | 4:14  |
|     |                                |       |
| 7.  | "Bunt szesnastolatki"          | 4:09  |
|     |                                |       |
| 8.  | "Funny Hill"                   | 3:47  |
|     |                                |       |
| 9.  | "Historia jednej znajomości"   | 6:48  |
|     |                                |       |
| 10. | "Good Day My Angel"            | 6:56  |
|     |                                |       |
| 11. | "Memory of a Free Festival"    | 1:24  |
|     |                                |       |
|     |                                | 45:30 |
|     |                                |       |

## Skład
- Artur Rojek – śpiew, gitara
- Wojtek Kuderski – perkusja
- Jacek Kuderski – gitara basowa
- Wojtek Powaga – gitara
- Przemek Myszor – gitara

W utworze "Good Day My Angel" śpiewa Ian Harris.
Gościnnie wystąpił Andrzej Smolik.